# Певкети

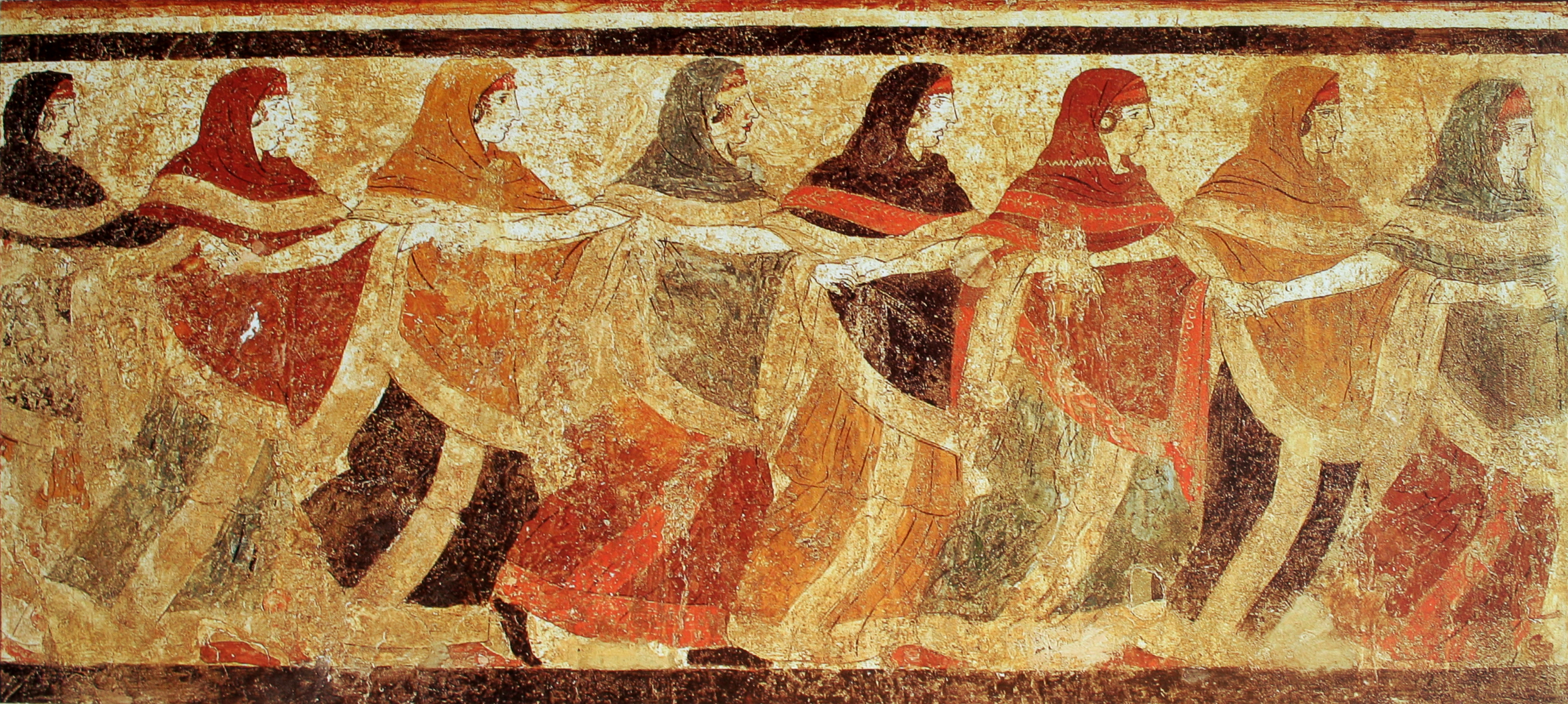
Фреска танцюючих певкетських жінок у гробниці танцівниць у Рубі (нині Руво-ді-Пулья), П'яте або четверте сторіччя до н.е.

Певкети ( дав.-гр. Πευκέτιοι, трансліт. Peukétioi  ; лат. Peucetii  ; пізніше також дав.-гр. Ποίδικλοι, трансліт. Poidikloi  ; лат. Poediculi  ) були япігійським племенем, яке заселяло західну та центральну Апулію в античності . Два інших япігійських племена, даунії і мессапії, населяли відповідно північну і південну Апулію. Усі три племена говорили мессапійською мовою, але розвинули окремі археологічні культури до сьомого сторіччя до нашої ери; проте на території певкетів також розмовляли давньогрецькою та осканською мовами, оскільки написи на моентах з Рубі та Азетія були тримовними.  Певкети жили в однойменній області Певкетія, яка межувала з річкою Офанто і Мурге на півночі, річкою Брадано на заході і територіями грецької колонії Тараса і месапіанів на півдні.  Цей регіон здебільшого збігається з столичним містом Барі та частинами сьогоднішніх провінцій Таранто та Барлетта-Андрія-Трані .

## Етимологія
Енциклопедія відрізняє плем'я "Peuceti" від іншого стародавнього народу -"Peucetioe", які жили у Лібурнії на чолі Адріатики, з посиланням на Каллімаха, як цитується у Плінія ( HN III.21), який розміщує їхню країну за часів Плінія, у складі Іллірії . 
Сучасна етнографія розглядає термін "Poedicli" як синонім "Peucetii". 

## Історія
Вони мали три важливі міста: Каноза, Сільвіум і Бітонто. Нинішня столиця Апулії- Барі, не мала великого значення.
З зростаючою еллінізацією їхній однойменний предок, якому дали ім’я "Peucetis" за словами Діонісія Галікарнасського , був сином аркадського Лікаона та братом Енотруса. Лікаон розділив Аркадію між своїми двадцятьма двома синами, та Певкетій мав натхнення шукати кращої долі за кордоном. Сучасні письменники вважають, що цей етіологічний міф переконливо свідчить про те, що стосується греків, певкетії були культурно частиною Великої Греції, хоча й неважливою.
Страбон розміщує їх на північ від Калабрів .  Страбон додає (VI.8) "...терміни "Peucetii" та "Daunii" взагалі не вживаються місцевими жителями, крім ранніх часів". За часів Страбона територія, яку займали колишні "Peuceti", лежала на доріжці мулів, що був єдиним сполученням між Бріндізі та Беневенто .  Доримські керамічні свідчення виправдовують класифікацію Страбоном: даунів, певкетів і мессапіїв, як носіїв мессапської мови . Серед певкетів було дванадцять племінних протодержав, одна з яких представлена сучасним Альтамура .

## Дивись також
- Список давніх іллірійських народів і племен
- Певкетанська кераміка